# Joël Fajerman
Joël Fajerman és un músic i compositor francès nascut el 1948 a París. És conegut per les seves obres amb sintetitzadors però sobretot per compondre la banda sonora de la sèrie documental televisiva francesa de divulgació internacional L'Aventure des Plantes.

## Biografia

### Inicis musicals
Als 17 anys formà part d'un grup de rock que participà en gires durant les dècades de 1960 i 1970 amb diversos artistes de varietats, com ara Nicoletta, Mike Brant, Darío Moreno o Claude François. Participà al grup Les Petits Matins el 1974, editat pel segell musical Flèche de Claude François.
El 1976 col·labora en la sintonia del programa 30 millions d'amis, obra de Jack Arel, per a la qual realitzà els arranjaments.
El 1978 compon la seva primera peça instrumental al Japó, país en el qual realitzà diversos concerts. Aquest mateix any forma el grup Contact, de curta durada.
Compon la sintonia del concurs televisiu francès La Chasse aux trésors (amb la qual s'inspiraria el concurs A la caza del tesoro de TVE).
La seva obra més coneguda és la banda sonora de L'Aventure des Plantes (L'aventura de les plantes), una sèrie documental del botànic Jean-Marie Pelt i de l'escriptor Jean-Pierre Cuny, emesa a França el 1979. Aquesta sèrie va ser emesa posteriorment en 24 països. Un tema d'aquesta sèrie, Flower's love, es va convertir en un èxit discogràfic.
Altres obres seves són la banda sonora de la sèrie d'animació Les Enfants de la liberté, produïda el 1989 amb motiu del bicentenari de la Revolució Francesa. També de 1989 és el seu treball en la sèrie documental Les inventions de la vie.
Obres posteriors són la banda sonora del documental sobre la història del Gran Premi d'automobilisme de Mònaco, Un circuit dans la cité, i dos telesèries històriques de Jacques Dupont: Les Vendéens (sobre la Guerra de la Vendée) i Le passeur d'âmes (en homenatge a l'abat Franz Stock). Després va compondre la banda sonora de la sèrie policíaca Julie Lescaut de TF1. El 2000, Joël Fajerman va compondre la música ambiental del pavelló de França a l'Exposició Universal de Hannover.

## Discografia
- Racines Synthétiques (1978) (amb Jan Yrssen)
- L'Aventure des Plantes (1979)
- Inventions of life (1991)

## Programes de televisió
- Prisme (1979).
- Painted Desert (1980) (amb Jan Yrssen)
- Azimuts (1981)
- Turbulences (1983)
- Electric Ice (1985) (amb Pierre Porte)
- Regards (1989)
- Les inventions de la vie (1991)